# 科塞亚诺
科塞亚诺（義大利語：Coseano），是意大利乌迪内省的一个市镇。总面积23.86平方公里，人口2291人，人口密度96.0人/平方公里（2009年）。ISTAT代码为030031。